# Laurel J. Richie
Laurel J. Richie est une avocate américaine originaire de Shaker Heights (Ohio). Dirigeante américaine de basket-ball, elle est présidente de la WNBA de mai 2011 à novembre 2015.

## Biographie
Diplômée de Dartmouth College travaille dans l'agence de publicité Leo Burnett Worldwide de 1981 à 1983 à Chicago, puis à Ogilvy & Mather pour près de deux décennies. Elle y est membre fondatrice de son programme de diversité pour sa direction générale. Elle est récompensée du YMCA Black Achiever's Award et Outstanding Women in Marketing and Communications par le magazine Ebony. En avril 2011, elle est classée parmi les femmes noires les plus influentes dans les affaires par The Network Journal .
Elle est nommée présidente de la WNBA, première dirigeante noire d'une ligue sportive américaine, en avril 2011, après un passage par Girl Scouts of the United States of America. Sa nomination est annoncée par le commissaire de la NBA David Stern[réf. souhaitée]. Dans les premières années de son mandat, elle développe le partenariat, notamment avec le premier contrat ligue avec Boost Mobile, renouvelle le contrat de diffusion télévisée avec ESPN jusque 2022 et parvient à conclure une nouvelle convention collective avec le syndicat des joueuses.
Début novembre, elle annonce son départ de la WNBA avant sa 20e saison, après avoir mené la majorité des franchises à devenir profitables et avoir assuré l'avenir de la ligue.